# یواس‌اس جانستون (دی‌دی-۸۲۱)
یواس‌اس جانستون (دی‌دی-۸۲۱) (به انگلیسی: USS Johnston (DD-821)) یک کشتی بود که طول آن ۳۹۰ فوت ۶ اینچ (۱۱۹٫۰۲ متر) بود. این کشتی در سال ۱۹۴۵ ساخته شد.